# Grandpa Graf's
Grandpa Graf's (Graf's Root Beer, Graf's, lub Gran'pa Graf's) – amerykański napój gazowany bezalkoholowy, często uznawany za piwo korzenne. Napój sprzedawany jest głównie we wschodnim i północnym stanie Wisconsin. Powstał w 1873 roku, a jego producentem był John Graf.

## Historia
Początki powstania piwa korzennego Grandpa Graf's sięgają 1873 roku, kiedy to John Graf warzył piwo przy S. 41st St. i W. Greenfield Ave. w zachodnim Milwaukee. Graf założył wówczas własne przedsiębiorstwo Graf Beverages, które produkowało szeroką gamę napojów bezalkoholowych. Z wszystkich marek właśnie Grandpa Graf's jest dziś najbardziej znanym napojem. Wizerunek Johna Grafa znajduje się na wszystkich puszkach piwa. Po śmierci Grafa w 1930 roku firmę odziedziczyła jego córka Sylvia Graf. W 1963 zarząd nad firmą przejął jej syn Lawrie Graf, inżynier specjalizujący się w chemii, którą studiował na Marquette University – Uniwersytecie w Milwaukee, w stanie Wisconsin. Za jego sprawą Grandpa Graf's został rozpropagowany i był wysyłany do innych stanów. Lawrie Graf zarządzał przedsiębiorstwem do 1968 roku, kiedy to sprzedał je firmie P & V Atlas Industrial Center. Nowa firma nie potrafiła rozwinąć i utrzymać marki piwa. Jego recepturę sprzedała kanadyjskiej firmie Canada Dry Company, a ta w 1984 roku firmie Canfield Company z Chicago, gdzie Grandpa Graf's produkowany jest do dziś.
Obecnie piwo korzenne produkowane jest w małych ilościach i jego dystrybucja ogranicza się głównie do miejscowości w stanie Wisconsin.

## Pochodzenie nazwy
Pierwotnie napój Johna Grafa był nazywany "piwem korzennym Graf". Dopiero jego wnuk, Lawrie Graf, stworzył logo piwa z podobizną swojego dziadka. Do stworzenia wizerunku Lawrie Graf zatrudnił karykaturzystę Sida Stone. W efekcie piwo zyskało swoją nazwę Grandpa Graf's – "Piwo dziadka Grafa".
W późniejszych latach logo piwa ulegało kosmetycznym zmianom, wynikającym z istniejących wymogów prawnych i zmian kulturowych. Wizerunek dziadka znajduje się również na zamknięciu piwa, które jest znakiem rozpoznawczym produktu.

## Najlepsze lata
Piwo Grandpa Graf's było najbardziej rozpoznawalne w latach 1940–1960 jako napój o nowym smaku i stylu. W 1946 roku Graf produkowany był w liczbie ok. ośmiu dostawczych samochodów dziennie, dzięki czemu w latach 50. osiągnął szczyt swojej popularności.
Graf był pierwszym przedsiębiorstwem w kraju, które wprowadziło na rynek puszkę o płaskim denku oraz słodzoną wodę sodową. Właściciel firmy wprowadził również własną wielkość butelki oraz jako jeden z pierwszych eksperymentował ze skręcanym zamkiem, dziś tak popularnym sposobie otwierania puszek z wszelkimi napojami. W latach 1940–1960 napoje Grafa zdobywały wiele nagród krajowych, a do najpopularniejszych zaliczano piwo korzenne z dodatkiem sody, cytryny i grejpfruta.